# Ville-Langy
Ville-Langy település Franciaországban, Nièvre megyében. Lakosainak száma 237 fő (2022. január 1.). Ville-Langy Anlezy, Thianges, Beaumont-Sardolles, Diennes-Aubigny, Fertrève és Saint-Benin-d’Azy községekkel határos.

## Népesség
A település népessége az elmúlt években az alábbi módon változott:
| Lakosok száma | 292  | 276  | 269  | 252  | 248  | 242  | 238  | 238  | 237  |
|               | 2013 | 2015 | 2016 | 2017 | 2018 | 2019 | 2020 | 2021 | 2022 |